# Yonekura Tadasuke
Yonekura Tadasuke (米倉忠仰, 15 mars 1706-29 mai 1736) est un daimyō du milieu de l'époque d'Edo de l'histoire du Japon. Son titre de courtoisie est Tango-no-kami.

## Biographie
Yonekura Tadasuke est le 6e fils de Yanagisawa Yoshiyasu, un favori du shogun Tokugawa Tsunayoshi. Il occupe un certain nombre de postes importants au sein de l'administration du shogunat Tokugawa. En 1710, il est adopté par Yonekura Masateru, daimyō du domaine de Minagawa dans la province de Shimotsuke, et devient chef du clan Yonekura et daimyo de Minagawa deux ans plus tard. Le 1er septembre 1716, il est reçu en audience formelle par le shogun Tokugawa Yoshimune. Le 27 juillet 1722, il transfère le siège du clan Yonekura dans le domaine de Mutsuura dans la province de Musashi (aujourd'hui l'arrondissement de Kanazawa-ku à Yokohama dans la préfecture de Kanagawa), où ses descendants continuent de résider jusqu'à la restauration de Meiji.
Yonelura Tadasuke meurt de maladie à l'âge de 30 ans, laissant derrière lui Yonekura Satonori, son héritier âgé de 2 ans. Cette fin prématurée a pour conséquence un o-ie sōdō, à l'occasion duquel certains de ses serviteurs font une fausse déclaration au shogunat relativement à l'âge du jeune héritier.
Yonekura Tadasuke est marié à une fille de Honda Tadanao, daimyō du domaine de Koriyama dans la province de Yamato.

## Source de la traduction
- (en) Cet article est partiellement ou en totalité issu de l’article de Wikipédia en anglais intitulé « Yonekura Tadasuke » (voir la liste des auteurs).